# The Bends
The Bends – drugi album studyjny brytyjskiego zespołu Radiohead wydany 13 marca 1995 roku. Nagrany w latach 1994-1995. 
Dzięki singlowi "Creep" pochodzącemu z debiutanckiego albumu Pablo Honey zespół zdobył już wcześniej popularność w Wielkiej Brytanii i zyskiwał sławę w Stanach Zjednoczonych. Wydanie The Bends zapewniło Radiohead miejsce w czołówce wykonawców niezależnego rocka brytyjskiego. Uważany za najbardziej rockowy w dorobku zespołu, przyniósł grupie większą popularność dzięki takim radiowym przebojom jak "High and Dry", "Fake Plastic Trees" czy "Street Spirit". Radiohead wydał też chwalone przez krytyków muzyczne wideoklipy do wymienionych singli, jak również do nagradzanego "Just", co jeszcze bardziej zwiększyło popularność grupy na świecie. Po raz pierwszy przy produkcji tego albumu grupę wspomagał Nigel Godrich. Głównym producentem był John Leckie. Album dedykowany jest zmarłemu Billowi Hicksowi.
W 2003 album został sklasyfikowany na 110. miejscu listy 500 albumów wszech czasów magazynu Rolling Stone.

## Lista utworów
1. "Planet Telex" - 4:19
2. "The Bends" - 4:04
3. "High and Dry" - 4:20
4. "Fake Plastic Trees" - 4:51
5. "Bones" - 3:08
6. "(Nice Dream)" - 3:54
7. "Just (You Do It To Yourself)" - 3:54
8. "My Iron Lung" - 4:37
9. "Bullet Proof... I Wish I Was" - 3:29
10. "Black Star" - 4:07
11. "Sulk" - 3:43
12. "Street Spirit (Fade Out)" - 4:12